# Paul Preuss (écrivain)
Pour les articles homonymes, voir Paul Preuss.
Œuvres principales
- Base Vénus

Paul Preuss, né le 7 mars 1942 à Albany en Géorgie, est un écrivain américain de science-fiction et d'essais. Il est notamment l'auteur de la série de romans Base Vénus (en anglais Venus Prime), coécrite avec Arthur C. Clarke.
Les romans de la série Base Vénus sont la réécriture de nouvelles précédemment publiées par Arthur C. Clarke.
Paul Preuss est réputé en tant qu'écrivain de hard science-fiction.

## Œuvres

### SérieBase Vénus
Cette série est écrite avec Arthur C. Clarke.
1. Point de rupture, J'ai lu, coll. « Science-fiction », 1989 ((en) Breaking Strain, 1987), trad. Jean-Pierre Pugi
2. Maelström, J'ai lu, coll. « Science-fiction », 1990 ((en) Maesltrom, 1988), trad. Jean-Pierre Pugi
3. Cache-cache, J'ai lu, coll. « Science-fiction », 1991 ((en) Hide & Seek, 1989), trad. Jean-Pierre Pugi
4. Méduse, J'ai lu, coll. « Science-fiction », 1992 ((en) The Medusa Encounter, 1990), trad. Jean-Pierre Pugi
5. La Lune de diamant, J'ai lu, coll. « Science-fiction », 1992 ((en) The Diamond Moon, 1990), trad. Jean-Pierre Pugi
6. Les Lumineux, J'ai lu, coll. « Science-fiction », 1993 ((en) The Shining Ones, 1991), trad. Jean-Pierre Pugi

### SériePeter Slater
1. (en) Broken Symmetries, 1983
2. (en) Secret Passages, 1997

### Romans indépendants
- (en) Gates of Heaven, 1980
- (en) Re-Entry, 1981
- (en) Human Error, 1985
- (en) Starfire, 1988
- (en) Core, 1993